# Annesorhizeae
Annesorhizeae je tribus štitarki. Sastoji se od nekoliko rodova raširenih uglavnom po Africi, i svega jednoga iz Europe, Molopospermum, iz Francuske i Španjolske.
Tribus je opisan 2010.

## Rodovi
1. Molopospermum W. D. J. Koch (1 sp.)
2. Itasina Raf. (1 sp.)
3. Ezosciadium B. L. Burtt (1 sp.)
4. Chamarea Eckl. & Zeyh. (5 spp.)
5. Astydamia DC. (1 sp.)
6. Annesorhiza Cham. & Schltdl. (22 spp.)